# Nghiên cứu nhận dạng UFO
Nhận dạng vật thể bay không xác định là một nhiệm vụ khó khăn do chất lượng kém mức thông thường của các bằng chứng được cung cấp bởi những người báo cáo nhìn thấy vật thể không rõ. Các quan sát và báo cáo tiếp theo thường được thực hiện bởi những người chưa được đào tạo về thiên văn học, hiện tượng khí quyển, hàng không, vật lý và trực giác. Tuy nhiên, hầu hết các trường hợp nhìn thấy UFO chính thức, chẳng hạn như từ Dự án Blue Book của Không quân Mỹ, đã được xác định là do nhận dạng sai sự thật về các hiện tượng tự nhiên, máy bay hoặc các giải thích theo nguyên tắc khác. Trong những nỗ lực đầu tiên của Không quân Mỹ nhằm giải thích về những trường hợp chứng kiến UFO, những lần nhìn thấy không giải thích được thường xuyên được đánh số trên một trong năm báo cáo. Tuy nhiên, vào đầu năm 1953, ngay sau Ban Robertson của CIA, tỷ lệ nhìn thấy không rõ nguyên nhân đã giảm nhanh chóng, thường chỉ là một vài phần trăm trong bất kỳ năm nào. Khi Dự án Blue Book đóng cửa vào năm 1970, chỉ có 6% trong số tất cả các trường hợp được xếp loại là thực sự không xác định được. UFO có thể được giải thích đôi lúc được gọi là "IFO" hoặc Vật thể bay được xác định.

## Nghiên cứu UFO
Sau đây là một số nghiên cứu lớn được thực hiện trong 50 năm qua đã báo cáo về việc nhận dạng UFO:
- Báo cáo Đặc biệt số 14 Dự án Blue Book (được đề cập thêm dưới đây là BBSR) là một nghiên cứu thống kê lớn mà Viện Tưởng niệm Battelle đã làm cho USAF gồm 3.200 trường hợp UFO trong khoảng thời gian từ 1952 đến 1954. Trong số này, 22% được phân loại là không xác định ("UFO thực"). 69% khác được coi là đã xác định (IFO). Không đủ thông tin để đưa ra quyết định trong 9% còn lại.
- Cuộc điều tra UFO chính thức của chính phủ Pháp (GEPAN/SEPRA), được điều hành trong cơ quan vũ trụ CNES của Pháp từ năm 1977 đến 2004, đã điều tra một cách khoa học khoảng 6.000 trường hợp và thấy rằng 13% bất chấp mọi lời giải thích hợp lý (UFO), trong khi 46% được coi là dễ nhận dạng và 41%, thiếu thông tin đầy đủ để phân loại.
- Ủy ban Condon do USAF tài trợ đã báo cáo rằng tất cả 117 trường hợp nghiên cứu đã hoặc có thể được giải thích. Một bài nhận xét năm 1971 về kết quả của Viện Hàng không và Vũ trụ Hoa Kỳ đã kết luận rằng 30% trong số 117 trường hợp vẫn không giải thích được.
- Trong số khoảng 5.000 trường hợp được đệ trình và nghiên cứu bởi tổ chức UFO dân sự NICAP, 16% được đánh giá là ẩn số.

Ngược lại, những con số bảo thủ hơn nhiều về tỷ lệ UFO đã nằm trong tay cá nhân nhà thiên văn học Allan Hendry, là nhà điều tra chính của Trung tâm Nghiên cứu UFO (CUFOS). CUFOS được thành lập bởi nhà thiên văn học J. Allen Hynek (từng là cố vấn cho Dự án Blue Book của Không quân) nhằm cung cấp một cuộc điều tra khoa học nghiêm túc về UFO. Hendry đã dành 15 tháng để điều tra cá nhân 1.307 báo cáo về UFO. Năm 1979, Hendry đã công bố kết luận của mình trong cuốn The UFO Handbook: A Guide to Investigating, Evaluating, and Reporting UFO Sightings. Hendry thừa nhận rằng ông muốn tìm ra bằng chứng về người ngoài hành tinh nhưng lưu ý rằng phần lớn các trường hợp có những lời giải thích tầm thường. Ông tìm thấy 89% báo cáo chắc chắn hoặc có thể xác định được và chỉ 9% không xác định được. Những trường hợp "Hardcore"—các sự kiện được ghi chép rõ ràng đã thách thức mọi giải thích thông thường có thể hiểu được—chỉ chiếm 1,5% trong các báo cáo.

### Báo cáo Đặc biệt số 14 Dự án Blue Book
Báo cáo Đặc biệt số 14 Dự án Blue Book được biên soạn từ năm 1951 đến 1954, và bao gồm 3.201 vụ nhìn thấy UFO được trình báo. Battelle đã thuê bốn nhà phân tích khoa học, những người tìm cách phân chia các trường hợp thành "cái đã biết", "cái chưa biết", và một loại thứ ba là "không đủ thông tin." Họ cũng chia nhỏ cái đã biết và cái chưa biết thành bốn loại chất lượng, từ xuất sắc đến kém. Để một trường hợp được coi là "được xác định", hai nhà phân tích đã phải đồng ý độc lập về một giải pháp và đối với một trường hợp được gọi là "không xác định", cả bốn nhà phân tích phải đồng ý. Một báo cáo được phân loại là "không xác định" được định nghĩa là: "Những báo cáo về những vụ nhìn thấy trong đó mô tả về vật thể và thao tác của nó không thể phù hợp với mô hình của bất kỳ vật thể hoặc hiện tượng nào đã biết."
Trong số 3.201 trường hợp, 69% được đánh giá là được xác định, 22% không xác định và 9% không đủ thông tin để đưa ra quyết định.

#### Phân tích theo danh mục của IFO và chất lượng trường hợp
| Thể loại/Chất lượng Trường hợp | Tất cả | Xuất sắc | Tốt  | Khả nghi | Kém  |
| ------------------------------ | ------ | -------- | ---- | -------- | ---- |
| Thiên văn học                  | 22%    | 24%      | 23%  | 19%      | 23%  |
| Máy bay                        | 22%    | 19%      | 22%  | 25%      | 16%  |
| Khí cầu                        | 15%    | 12%      | 17%  | 17%      | 13%  |
| Hiện tượng ánh sáng            | 2.2%   | .9%      | 2.4% | 2.9%     | 1.1% |
| Chim                           | 1.0%   | 0.9%     | 1.0% | 1.2%     | 0.7% |
| Mây, bụi, v.v.                 | 0.4%   | 0%       | 1.0% | 0.4%     | 0%   |
| Tâm lý                         | 2.0%   | 0%       | 0.5% | 3.3%     | 3.3% |
| Khác                           | 5%     | 5%       | 5%   | 5%       | 6%   |
| Thiếu thông tin                | 9%     | 4%       | 4%   | 14%      | 21%  |
| Không rõ nguồn gốc             | 22%    | 33%      | 25%  | 13%      | 17%  |

BBSR tiếp tục phá vỡ các kết quả này dựa trên việc nhận dạng được coi là chắc chắn hay chỉ đơn thuần là nghi ngờ. Ví dụ, trong cả hai loại IFO thiên văn và máy bay, 12% được coi là chắc chắn và 9% là nghi ngờ. Nhìn chung, trong số 69% được liệt kê là IFO, 42% được cho là được giải quyết một cách chắc chắn, trong khi 27% vẫn bị coi là đáng ngờ.
Ngoài ra, nếu một trường hợp thiếu dữ liệu đầy đủ, nó được đặt trong danh mục thông tin không đầy đủ, tách biệt với cả IFO và UFO.

#### Sự cố quân sự và dân sự
|             | IFO | IFO | IFO  | UFO | UFO | UFO  | Thiếu thông tin | Thiếu thông tin | Thiếu thông tin |
|             | Mil | Civ | Tổng | Mil | Civ | Tổng | Mil             | Civ             | Tổng            |
| ----------- | --- | --- | ---- | --- | --- | ---- | --------------- | --------------- | --------------- |
| Báo cáo tốt | 65% | 72% | 68%  | 32% | 24% | 28%  | 2%              | 4%              | 3%              |
| Báo cáo tồi | 70% | 70% | 70%  | 24% | 14% | 16%  | 7%              | 17%             | 14%             |

Nghiên cứu BBSR của Battelle bao gồm nhiều báo cáo quân sự nội bộ; 38% trường hợp đầy đủ được chỉ định là quân đội. Các nhân chứng quân sự có xu hướng gửi báo cáo chất lượng tốt hơn, có ít báo cáo được đánh giá là không có đủ thông tin và có tỷ lệ phần trăm chưa biết cao hơn. Như trong sự cố trước đây, tỷ lệ UFO một lần nữa tăng lên với chất lượng trường hợp cho cả các tiểu thể loại quân sự và dân sự.
Trong bản tóm lược, báo cáo tốt nhất là những báo cáo được đánh giá xuất sắc và tốt; báo cáo tệ nhất thì đáng nghi và kém cỏi.

#### So sánh IFO với UFO theo đặc điểm
Một nghiên cứu chính của BBSR là so sánh thống kê IFO và UFO dựa theo sáu đặc điểm: màu sắc, số lượng vật thể, hình dạng, thời gian quan sát, tốc độ và độ sáng. Nếu không có sự khác biệt đáng kể, hai loại có thể giống nhau, thì UFO chỉ đại diện cho sự thất bại trong việc nhận dạng chính xác các hiện tượng bình thường có thể dùng để giải thích cho IFO. Mặt khác, nếu sự khác biệt có ý nghĩa mang tính thống kê, điều này sẽ cho thấy IFO và UFO thực sự là những hiện tượng khác biệt rõ rệt.
Trong các kết quả ban đầu, tất cả các đặc tính ngoại trừ độ sáng được kiểm tra có ý nghĩa ở mức thấp hơn hoặc ít hơn 1% (độ sáng lớn hơn 5%). Bằng cách loại bỏ trường hợp chứng kiến kiểu "thiên văn học" ra khỏi "cái đã biết" và làm lại bài kiểm tra, chỉ có hai loại, số lượng và tốc độ, có ý nghĩa ở mức dưới 1%, phần còn lại có kết quả từ 3% đến 5%. Điều này chỉ ra rằng có một sự khác biệt mang ý nghĩa thống kê giữa các đặc điểm được gán cho UFO và IFO, nhưng có lẽ không đáng kể như kết quả ban đầu được đề xuất. Đối với hai đặc điểm, độ sáng và tốc độ, tầm quan trọng thực sự tăng lên với thử nghiệm được sửa đổi.

### Nghiên cứu của Allan Hendry
Giống như Không quân, nhà thiên văn học Allan Hendry phát hiện ra rằng chỉ có một tỷ lệ nhỏ các trường hợp là trò lừa bịp và hầu hết các vụ nhìn thấy thực sự là nhận dạng sai hiện tượng bình thường. Hendry quy kết hầu hết những điều này là thiếu kinh nghiệm hoặc nhầm lẫn.
Trong số 1.307 trường hợp, Hendry thấy rằng 88.6% đưa ra những lời giải thích bình thường rõ ràng (IFO) và chỉ 8.6% là cái chưa biết (UFO). Trong số các UFO, Hendry cho biết 7.1%, vẫn có thể có lời giải thích bình thường trong khi 1.5% (20 trường hợp) không có lời giải thích hợp lý nào và hoàn toàn không giải thích được. Các trường hợp linh tinh còn lại (2.8%) đều là các trường hợp "rác", mà Hendry coi các nhân chứng này là không đáng tin cậy, các báo cáo mâu thuẫn vô vọng, hoặc thiếu thông tin đầy đủ.
Nhìn chung, trong ba loại chính, 42% trong số tất cả các trường hợp có giải thích về thiên văn học, 37% là máy bay và 5% là khí cầu. Một sự cố tiếp theo cho phép 77% được giải thích dễ dàng bởi năm loại vật thể chính: 29% là các ngôi sao hoặc hành tinh phát sáng, 19% là máy bay quảng cáo, 15% là máy bay khác, 9% là thiên thạch và các mảnh vụn không gian nhập đang vào trở lại và 5% là bóng bay các loại (chủ yếu là bóng bay thời tiết hoặc quảng cáo nhưng cũng có một vài bóng bay chơi khăm).

#### Phân tích các trường hợp
Hendry cũng sử dụng một hệ thống phân loại trường hợp được phát triển bởi cố vấn của mình là J. Allen Hynek, người sáng lập CUFOS, nơi thực hiện nghiên cứu này. Trong bảng tóm tắt như sau:
- NL = "Ánh Đèn Đêm" (Nocturnal Lights), loại ánh sáng nhìn thấy trên bầu trời vào ban đêm.
- DD = "Đĩa Ánh Sáng Ban Ngày" (Daylight Discs), vật thể nhìn thấy vào ban ngày (nhưng không nhất thiết phải có hình dạng đĩa).
- RV = Trường hợp "Radar/Thị Giác" (Radar/Visual), vật thể được cả nhân chứng và radar quan sát.
- CE = Trường hợp "Tiếp Cận Cự Ly Gần" (Close Encounter). Để thuận tiện, các trường hợp CE được liệt kê dưới đây là tổng số kết hợp của các trường hợp CE1, CE2, và CE3 của Hynek, trong đó:
  - Trường hợp CE1 trong đó vật thể được cho là nhìn ở cự ly gần (trong vòng 500 feet).
  - Trường hợp CE2 có các tương tác vật lý với môi trường (trường hợp dấu vết vật lý hoặc nhiễu điện từ).
  - Trường hợp CE3 được cho là liên quan đến việc nhìn thấy chủ nhân UFO.

| Thể loại                                                                        | NL    | DD   | CE   | RV   | Tổng số trường hợp | Phần trăm |
| ------------------------------------------------------------------------------- | ----- | ---- | ---- | ---- | ------------------ | --------- |
|                                                                                 |       |      |      |      |                    |           |
| Thiên văn học                                                                   |       |      |      |      |                    |           |
| ngôi sao sáng hoặc hành tinh                                                    | 360   | 2    | 16   | 2    | 380                | 29%       |
| thiên thạch, tàu vũ trụ nhân tạo đang tái nhập                                  | 113   | 5    | 4    | 0    | 122                | 9%        |
| vệ tinh nhân tạo                                                                | 24    | 0    | 0    | 0    | 24                 | 2%        |
| mặt trăng                                                                       | 22    | 0    | 0    | 0    | 22                 | 2%        |
| TOÀN BỘ (tất cả các trường hợp)                                                 | 519   | 7    | 22   | 2    | 550                | 42%       |
|                                                                                 |       |      |      |      |                    |           |
| Máy bay                                                                         |       |      |      |      |                    |           |
| máy bay quảng cáo                                                               | 230   | 0    | 22   | 0    | 252                | 19%       |
| máy bay khác                                                                    | 196   | 22   | 6    | 0    | 224                | 17%       |
| phóng tên lửa                                                                   | 9     | 0    | 1    | 0    | 10                 | 0.7%      |
| TOÀN BỘ                                                                         | 435   | 22   | 29   | 0    | 486                | 37%       |
|                                                                                 |       |      |      |      |                    |           |
| khí cầu                                                                         | 23    | 35   | 2    | 3    | 63                 | 5%        |
| chim                                                                            | 5     | 1    | 0    | 0    | 6                  | 0.5%      |
| mây, bụi                                                                        | 10    | 2    | 0    | 0    | 12                 | 0.9%      |
| hiện tượng ánh sáng (ảo tượng, mặt trăng giả, đèn đất, đèn rọi, v.v...)         | 9     | 1    | 4    | 0    | 14                 | 1.1%      |
| số khác (diều, pháo sáng, phản xạ, mảnh vụn gió thổi, v.v...)                   | 12    | 3    | 1    | 0    | 16                 | 1.2%      |
|                                                                                 |       |      |      |      |                    |           |
| Tổng số được nhận dạng                                                          |       |      |      |      |                    |           |
| Trường hợp                                                                      | 1024  | 71   | 58   | 5    | 1158               | 88.6%     |
| Phần trăm                                                                       | 78.3% | 5.4% | 4.4% | .4%  | 88.6%              |           |
|                                                                                 |       |      |      |      |                    |           |
| Tổng số không xác định                                                          |       |      |      |      |                    |           |
| Trường hợp                                                                      | 79    | 18   | 16   | 0    | 113                | 8.6%      |
| Phần trăm                                                                       | 6%    | 1.4% | 1.2% | 0%   | 8.6%               |           |
|                                                                                 |       |      |      |      |                    |           |
| MISC (thiếu thông tin, tài liệu không nhất quán, nhân chứng không đáng tin cậy) |       |      |      |      | 36                 | 2.8%      |
|                                                                                 |       |      |      |      |                    |           |
| Tổng cộng tất cả các trường hợp                                                 |       |      |      |      |                    |           |
| Trường hợp                                                                      | 1103  | 89   | 74   | 5    | 1307               | 100%      |
| Phần trăm                                                                       | 84.4% | 6.8% | 5.7% | 0.4% | 100%               |           |

## Nguyên nhân phổ biến của việc nhận dạng sai và UFO
Cả BBSR và Hendry đều phát hiện ra rằng ba loại vật thể hoặc hiện tượng—thiên văn, máy bay hoặc bóng bay—chiếm phần lớn các báo cáo về UFO có thể nhận dạng (gọi tắt là IFO), 86% và 83% trong hai nghiên cứu. Ví dụ, trong nghiên cứu của Hendry, các ngôi sao và hành tinh sáng chiếm 29% trong tất cả các trường hợp trong khi các thiên thạch (và ở mức độ thấp hơn nhiều, các mảnh vụn không gian tái xâm nhập) chiếm 9%. Những loại máy bay lơ lửng như máy bay trực thăng hoặc khí cầu nhỏ, hoặc máy bay dường như đang bay lơ lửng, chẳng hạn như máy bay nhìn thấy vào ban đêm từ phía trước với đèn pha khi chúng tiếp cận để hạ cánh thường có thể gây nhầm lẫn cho các nhân chứng, cũng như máy bay có thể nhấp nháy. BBSR báo cáo tỷ lệ bóng bay cao hơn nhiều so với Hendry.
Các tuyên bố về việc xác định sai là các phân tích sau thực tế, không phải là quan sát trực tiếp và thường bị hiểu sai bởi những người hoài nghi và những người ủng hộ UFO như nhau: Họ không cho rằng những trải nghiệm đó không tồn tại, mà chỉ có thể được giải thích bởi nguyên nhân bình thường. Chẳng hạn, các phân tích hồi tưởng quá khứ về sự kiện UFO Jimmy Carter năm 1969 kết nối vụ chứng kiến này với vị trí đã biết của hành tinh Sao Kim trong ngày, giờ và địa điểm đó. Gordon Cooper, một người ủng hộ mạnh mẽ cho giả thuyết ngoài Trái Đất (ETH), tuyên bố đã bị hành tinh Sao Kim đánh lừa khi ông từng là một phi công chiến đấu, nghĩ rằng đó là một máy bay địch ở xa, và "cây thập giá bay" năm 1967 ở Devon, Anh và vụ truy đuổi UFO quận Portage năm 1966 đều có liên quan đến nguồn gốc thiên văn.
Năm 2009, Peter Davenport, Giám đốc Trung tâm báo cáo UFO quốc gia, đã đăng lời khiếu nại này lên mạng:
Chúng tôi đang nhận được hàng trăm báo cáo mỗi tháng về các sự kiện thông thường, trên mặt đất, ví dụ: các chuyến bay quá mức của Trạm Vũ trụ Quốc tế, Tàu con thoi hoặc vệ tinh; "những ngọn lửa" lóe sáng từ các vệ tinh "Iridium"; sự xuất hiện của các thiên thạch điển hình; và quan sát, các ngôi sao "nhấp nháy", hành tinh, vệt khói trắng, cụm khinh khí cầu bình thường, v.v. Trên thực tế, phần lớn các báo cáo mà chúng tôi nhận được bây giờ là những vật thể và sự kiện bình thường này, và việc xử lý các báo cáo đang chiếm một lượng lớn thời gian của chúng tôi... Tôi tin rằng phần lớn thời gian tôi dành cho Đường dây nóng để cố gắng thuyết phục những người đã nhìn chằm chằm hàng giờ tại một ngôi sao hoặc hành tinh mà đối tượng quan tâm không phải là UFO.
Có một số vật thể tự nhiên và nhân tạo thường được đề xuất là lời giải thích cho những trường hợp nhìn thấy UFO:

### Sao Kim
Sao Kim là vật thể sáng nhất trên bầu trời (ngoại trừ Mặt Trời, Mặt Trăng và Trạm Vũ trụ Quốc tế), và thường được nhìn thấy vào buổi tối sớm và bầu trời buổi sáng. Ngay cả những nhân chứng có kinh nghiệm, đặc biệt là khi họ ở trong môi trường xa lạ hoặc điều kiện khí quyển bất thường, có thể không xác định chính xác Sao Kim. Tuy nhiên, vị trí của Sao Kim rất dễ tính toán và các nhà thiên văn học chuyên nghiệp kể lại rằng nhiều cuộc gọi điện mà họ nhận được từ các công dân liên quan báo cáo sự hiện diện của UFO là do những đợt quan sát hành tinh. Nhà thiên văn học Phil Plait, đặc biệt, đã gợi ý rằng Sao Kim chịu trách nhiệm cho phần lớn tất cả các báo cáo về UFO.

### Thiên thạch
Các thiên thạch sáng nhất được gọi là cầu lửa vốn là những quả cầu lửa kéo dài để lại dấu vết trên bầu trời có thể nhìn thấy trong vòng một giờ sau khi đi qua. Những sự kiện như vậy là tương đối hiếm nhưng có thể được chứng kiến bởi một khu vực rộng lớn trên Trái Đất vì hầu hết các sự kiện xảy ra hàng km trong bầu khí quyển. Những người chứng kiến những sự kiện như vậy không quen thuộc với thiên thạch có thể dễ dàng bị lừa khi nghĩ rằng thiên thạch này là một UFO. Do các thiên thạch không thể dự đoán được với độ chính xác tương tự như các hành tinh, ngôi sao hoặc các vật thể nhân tạo như vệ tinh, nên những biến cố này khó chứng minh hơn khi hồi tưởng lại quá khứ, mặc dù những vụ nhìn thấy UFO trong các trận mưa sao băng hoặc nơi có báo cáo thiên văn về cầu lửa, có khả năng được giải thích như vậy.

### Khí cầu, máy bay, vệ tinh và các vật thể nhân tạo khác
Nhiều báo cáo chụp các vật thể thông thường, nhân tạo. Năm 1948, một khí cầu Skyhook được quan sát gần Căn cứ Không quân Godman ở Kentucky dẫn đến cái chết của Đại úy Thomas Mantell. Nó được cho là một UFO và Mantell đã lái chiếc P-51 Mustang của mình lên trên trong một nỗ lực tiếp cận vật thể này, anh đã bất tỉnh và máy bay của anh bị rơi. Dự án Loon là một nỗ lực bí mật của Google để đưa các dịch vụ internet đến các khu vực bị cô lập. Khí cầu thử nghiệm có hình dạng khác nhau từng được sử dụng và báo cáo là UFO. Giám đốc Dự án Google tuyên bố trong một bài báo trên Tạp chí Wired rằng nhóm đã sử dụng các báo cáo về UFO để theo dõi tiến trình bóng bay cho một trong những lần phóng. Hình dạng máy bay đã thay đổi hoàn toàn khi nước Mỹ tiếp tục phát triển các công nghệ tàng hình. Những thiết kế thử nghiệm mới xuất hiện bất thường và gây ra báo cáo. CIA đã công bố một bản báo cáo chỉ ra rằng nhiều báo cáo về UFO trong thập niên 1950 đều là những máy bay được xếp loại tuyệt mật như SR-71 và U-2. Ngày nay, khi nhận thấy sự gia tăng của máy bay không người lái, các báo cáo về những phương tiện này đang tạo ra những báo cáo về UFO.

### Mây dạng thấu kính

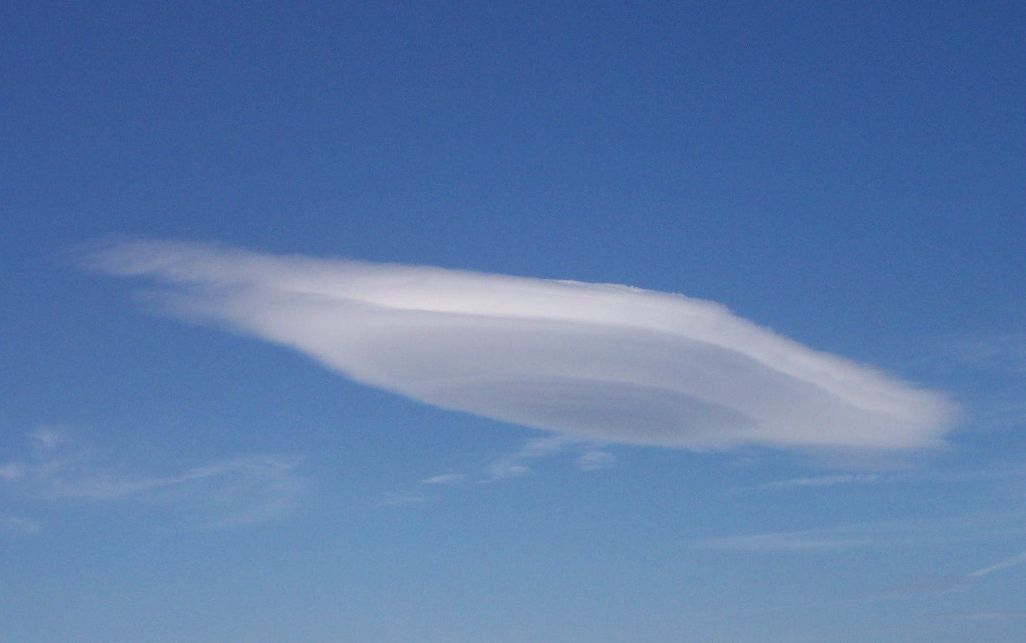
Mây dạng thấu kính đã được báo cáo là UFO do hình dạng kỳ dị của chúng.

Những đám mây đứng yên này thường xuất hiện trên các ngọn núi, nhưng có thể xảy ra khi gió và "lốc xoáy" giúp định hình các đám mây thành các đám mây hình thấu kính và mọi người coi chúng là "đĩa bay".

### Nhầm lẫn
Sự biến dạng ánh sáng từ nhiễu loạn không khí có thể khiến các thiên thể chuyển sang một mức độ hạn chế vì hiệu ứng nhận thức thị giác có thể gọi là hiệu ứng tự chuyển động, gây ra bởi các chuyển động mắt không cố ý, nhỏ bé sau khi nhìn chằm chằm vào một ánh sáng giống như sao trên nền đen mà không có khung tham chiếu. Đối với một số nhà quan sát, những điều này có thể khiến các ngôi sao và hành tinh xuất hiện cho tới lúc bắt đầu và dừng lại, thay đổi phương hướng hoặc phóng ra xung quanh. Hendry và những người hoài nghi UFO khác quy cho khuôn mẫu phức tạp trong sự dịch chuyển rõ ràng trong báo cáo UFO về hiệu ứng tự chuyển động.
Một loại chuyển động nhầm lẫn khác đôi lúc xảy ra khi mọi người đang lái xe. Các nhân chứng có thể tin rằng "UFO" đã theo dõi họ mặc dù thiên thể thực sự đứng yên. Ngay cả cảnh sát và các nhân chứng đáng tin cậy khác đôi khi cũng có thể bị đánh lừa bởi việc nhìn thấy các ngôi sao và hành tinh phát sáng. Trong khoảng 10% các trường hợp của Hendry là do thiên thể gây ra, nhân chứng đã đánh giá thấp đáng kể khoảng cách với vật thể, đưa ra ước tính khoảng cách khác nhau, từ 200 feet đến 125 dặm (60 m đến 200 km). Theo Hendry, những đám mây chuyển động đôi khi cũng có thể khiến người quan sát nhầm lẫn bằng cách tạo ra chuyển động cảm ứng. Hendry tin rằng điều này thỉnh thoảng làm cho các nhà quan sát cũng tin rằng các vật thể đột nhiên biến mất hoặc rời đi nhanh chóng.

#### Fata Morgana

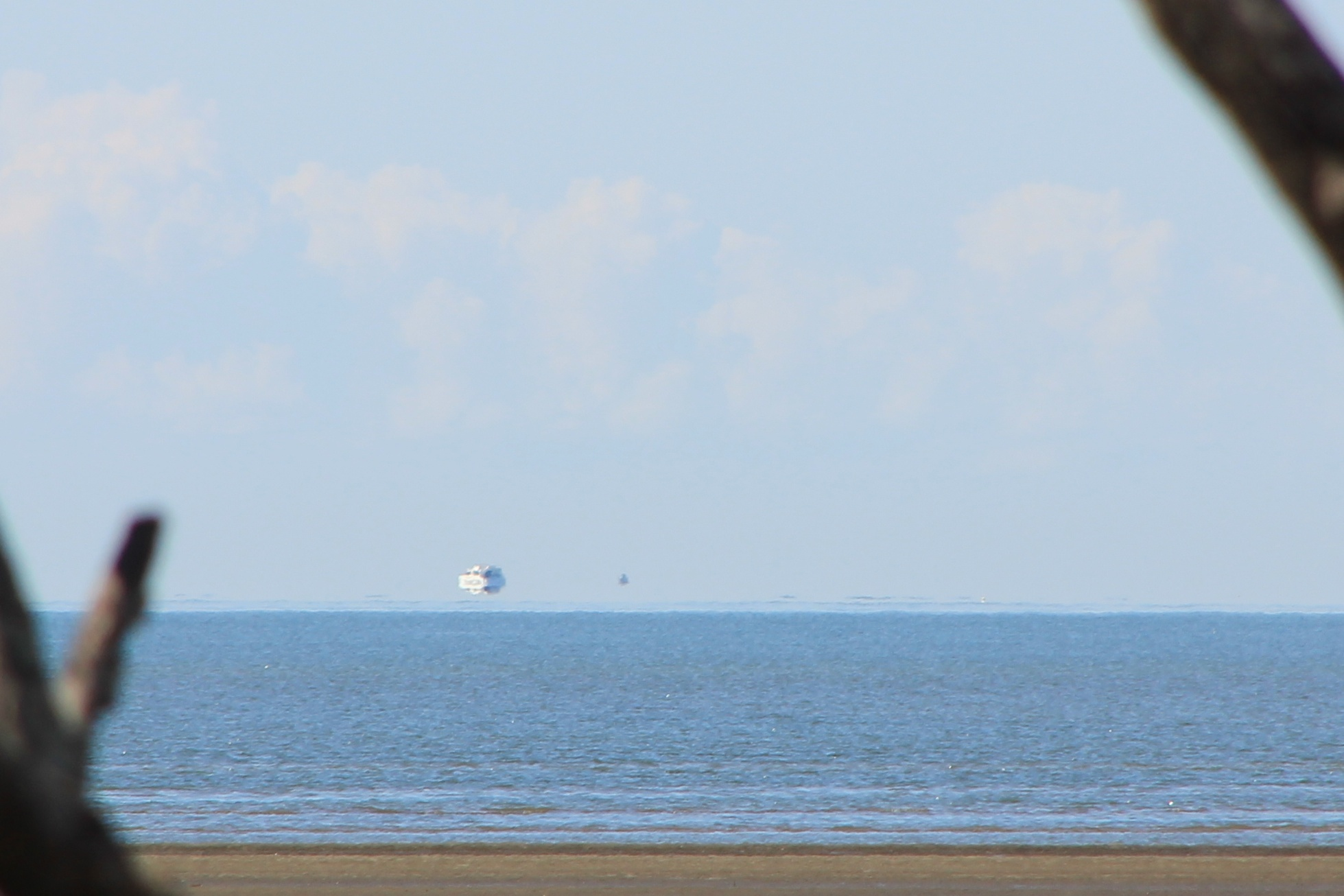
Fata Morgana của một chiếc thuyền dưới đường chân trời tạo ra ảo ảnh hình dạng rắn lơ lửng trên bầu trời.

Fata Morgana là một loại ảo ảnh chịu trách nhiệm cho một số lần nhìn thấy UFO, bằng cách làm cho các vật thể nằm dưới đường chân trời thiên văn có vẻ như đang lơ lửng trên bầu trời. Nó cũng phóng to hình ảnh và làm cho chúng trông không thể nhận ra. UFO nhìn thấy trên radar cũng có thể là do Fata Morgana, vì hơi nước trong không khí có thể tạo ra ảo ảnh radar dễ dàng hơn so với đảo ngược nhiệt độ tạo ra loại ảo ảnh quang học. Theo GEPAN/SEPRA, cuộc điều tra UFO chính thức tại Pháp,
Như đã biết, ống dẫn khí quyển là lời giải thích cho một số ảo ảnh quang học nhất định, và đặc biệt là ảo ảnh Bắc cực gọi là "fata morgana" nơi đại dương xa xôi hoặc bề mặt băng, về cơ bản là bằng phẳng, xuất hiện cho người xem ở dạng cột dọc và ngọn tháp hoặc "lâu đài trên không trung." 
Mọi người thường cho rằng ảo ảnh hiếm khi xảy ra. Điều này có thể đúng với ảo ảnh quang học, nhưng điều kiện đối với ảo ảnh radar là phổ biến hơn, do vai trò của hơi nước ảnh hưởng mạnh đến khúc xạ khí quyển liên quan đến sóng vô tuyến. Vì các đám mây có liên quan chặt chẽ với mức độ hơi nước cao, loại ảo ảnh quang học do hơi nước thường không thể phát hiện được bởi đám mây mờ đi kèm. Mặt khác, sự lan truyền của radar về cơ bản không bị ảnh hưởng bởi các giọt nước của đám mây do đó sự thay đổi hàm lượng hơi nước theo độ cao rất hiệu quả trong việc tạo ra ống dẫn khí quyển và ảo ảnh radar.

### Những nhận dạng sai khác
Các nghiên cứu của BBSR và Hendry xác định là nguyên nhân hiếm gặp cho các báo cáo về UFO dựa trên việc nhận dạng sai, các vật thể và hiện tượng như chim, hiện tượng ánh sáng (bao gồm ảo tượng, Mặt Trăng giả, Mặt Trời giả, cực quang, ánh sáng từ mặt đất như đèn đường và đèn rọi phản chiếu từ mây), và các hiện tượng khí quyển như mây, bụi và sương mù (bao gồm cả sự hình thành đám mây bất thường như mây dạng thấu kính, đám mây dạ quang, hiệu ứng cầu vồng và tinh thể băng cao độ). Các nguyên nhân được xác định khác bao gồm diều, pháo sáng, phản xạ ngoài cửa sổ và các mảnh vụn sinh ra từ gió.

#### Sấm sét trên khí quyển
Gần đây, Giáo sư Colin Price Trưởng khoa Địa vật lý và Hành tinh học tại Đại học Tel Aviv đã nhận xét rằng sự xuất hiện của sét thượng tầng khí quyển như sét dị hình sprite, elves và blue jets có thể giải thích cho một số báo cáo kỳ lạ về những vụ chứng kiến UFO.